# 东亚水鼠耳蝠
东亚水鼠耳蝠（学名：Myotis petax），一种分布于亚洲东北部地区蝙蝠，隶属于蝙蝠科鼠耳蝠属。本种过去曾长期被视为水鼠耳蝠（Myotis daubentonii）的一个亚种。

## 形态特征
东亚水鼠耳蝠为一种中小型蝙蝠，前臂长35.9～40.0毫米，颅全长14.4～15.0毫米。面部毛为灰褐色，眼周、嘴周毛色稀疏。耳狭长，耳尖略圆。体毛浓密，毛基近黑色，背部毛色浅灰褐色，腹部毛色近灰白色。翼膜颜色略浅，呈灰褐色，几乎无毛，起始位置超过踝骨于跖骨中部。尾较长，尾膜起始于胫基部。阴茎骨粗壮，基部膨大，两侧中间部位稍向内凹。